# Alaadin Katoul Gibril
Alaadin Ahmed Katoul Gibril (ur. 7 grudnia 1978) – piłkarz sudański grający na pozycji środkowego obrońcy lub defensywnego pomocnika.

## Kariera klubowa
Piłkarską karierę Katoul Gibril rozpoczął w klubie Al-Hilal Omdurman. Swój pierwszy sukces osiągnął z nim w 1998 roku, gdy wywalczył swoje pierwsze mistrzostwo Sudanu, a w 1999 powtórzył ten sukces. Natomiast rok później zdobył pierwszy w karierze Puchar Sudanu. Z kolei w 2003 roku po raz drugi został mistrzem kraju, a w 2004 roku sięgnął po dublet. Zdobycie prymatu w kraju powtarzał z klubem z Omdurmanu przez kolejne lata aż do roku 2007.

## Kariera reprezentacyjna
W reprezentacji Sudanu Katoul Gibril zadebiutował w 2000 roku. W 2008 roku został powołany przez selekcjonera Mohameda Abdallaha do kadry na Puchar Narodów Afryki 2008.